# Johann Georg Siegesbeck
Johann Georg Siegesbeck, född den 22 mars 1686 iHertigdömet Magdeburg, död den 3 januari 1755 i Sankt Petersburg,   Kejsardömet Ryssland, var en tyskfödd botanist.
Siegesbeck, som var verksam vid Ryska vetenskapsakademien, blev beryktad genom sin mot Linnés sexualsystem riktade bok Botanosophiæ verioris brevis sciagraphia ... accedit ... epicrisis in cl. Linnæi nuperrime evulgatum systema plantarum sexuale (1737), vari han söker förneka växternas kön, kritiserar klassindelningen för dess artificiella beskaffenhet och med mycken hätskhet angriper Linné under föregivande av sexualsystemets osedliga innehåll (exempelvis termerna Polyandria, Polygynia med mera). Linné inlät sig ej i svaromål, men i hans ställe författade Johan Browallius en motskrift, och även J.G. Gleditsch försvarade Linné i Consideratio epicriseos Siegesbeckianæ (1740). Till svar på sistnämnda skrift utgav Siegesbeck Vaniloquentiæ botanicæ specimen ... nuper evulgatum, jure vero retorsionis refutatum et elusum (1741), varav han dock skördade mer smälek än ära.